# Raimo Seppänen
Raimo Kalevi Seppänen (* 21. Oktober 1950 in Suomussalmi) ist ein früherer finnischer Biathlet.
Raimo Seppänen startete für Suomussalmen Rastia. Erste Erfolge hatte er als Junior, wo er bei den Biathlon-Juniorenweltmeisterschaften 1971 in Hämeenlinna mit Matti Mustonen und Raimo Moilanen im Staffelrennen hinter der Sowjetunion die Silbermedaille gewann. Bei seinen ersten Biathlon-Weltmeisterschaften 1974 in Minsk wurde er 26. im Sprint. Bei den Olympischen Winterspielen 1976 in Innsbruck war er Ersatzmann, kam aber nicht zum Einsatz. In Vingrom gewann er bei den Biathlon-Weltmeisterschaften 1977 mit Erkki Antila, Simo Halonen und Heikki Ikola im Staffelrennen hinter der Sowjetunion die Silbermedaille und wurde zudem 14. des Einzels. Bei den Biathlon-Weltmeisterschaften 1978 kamen die Ränge 20 im Sprint, 21 im Einzel und Sieben mit der Staffel hinzu. Bei den Weltmeisterschaften 1979 in Ruhpolding gewann er erneut mit seinen Staffelkollegen aus der Silberstaffel von 1977 hinter der DDR die Silbermedaille. Im Einzel verpasste er als Fünfter knapp eine weitere Medaille. Höhepunkt der Karriere wurden die Olympischen Winterspiele 1980 von Lake Placid, bei denen er 32. des Einzels und mit Keijo Kuntola, Erkki Antila und Kari Saarela als Schlussläufer der Staffel Siebter wurde. Letzte internationale Meisterschaften wurden die Weltmeisterschaften 1981 in Lahti, wo Seppänen 31. des Sprints wurde. Bei den nationalen Meisterschaften gewann der Grenzsoldat 1975 und 1977 die Titel im Einzel sowie 1977 zudem im Sprint.